# Kantonsarzt
Der Kantonsarzt steht in der Schweiz im Dienste der öffentlichen Gesundheit eines Kantons und ist von diesem haupt- oder nebenamtlich angestellt.
Die konkreten Aufgaben der Kantonsärzte in der Schweiz unterscheiden sich zwischen den verschiedenen Kantonen zum Teil erheblich. In einigen Kantonen leiten sie ein eigenes Amt bzw. eine eigene Dienststelle, in anderen Kantonen übernehmen sie eine Stabsfunktion oder stehen einer Abteilung innerhalb einer Direktion der kantonalen Verwaltung vor. Je nach Grösse des Kantons kommen ihnen zusätzlich Aufgaben eines Gerichtsarztes, eines Kantonszahnarztes, eines Kantonsapothekers, eines Schularztes sowie eines Vertrauensarztes hinsichtlich des Staatspersonals zu.
Die auf gesetzlichen Erlassen basierenden Aufgaben können verallgemeinert in hoheitliche, in solche der Public Health (Gesundheitsförderung, Prävention, Bekämpfung von Seuchen) sowie in beratende (Sachverständiger) gegliedert werden. In kleineren Kantonen übernehmen Kantonsärzte zudem die amtsärztlichen Aufgaben, in grösseren Kantonen stehen sie oft den Amtsärzten vor.